# Técnica de Ludovico
La técnica o método Ludovico es una terapia de aversión ficticia, asistida mediante drogas, utilizada en la novela y película La naranja mecánica (1962) para "curar" la violencia en los seres humanos y en Perro blanco (1982) de Samuel Fuller para crear perros asesinos de negros.

## El fundamento científico
Este tipo de terapia de aversión consiste en exponer obligatoriamente al paciente ante imágenes violentas durante largos periodos de tiempo, mientras éste se halla inmovilizado bajo los efectos de unas drogas que causan displacer y angustia. Se obliga al paciente a ver las imágenes de horribles violaciones, agresiones y otros actos de violencia mientras sufre la angustia inducida por las drogas proporcionadas, para que asocie las sensaciones de malestar y angustia profunda con estos actos de violencia, creando un condicionamiento aversivo para que sufra ulteriormente dicha angustia en las situaciones que la susciten, dejándolo incapacitado para responder violentamente incluso cuando la respuesta violenta está justificada como legítima defensa.
La técnica Ludovico es una copia artística del fenómeno psicológico conocido como condicionamiento clásico, proceso iniciado por el psicólogo, filósofo y fisiólogo ruso Iván Pávlov, creador del behaviorismo o conductismo en psicología. En la historia de La naranja mecánica, cuando se trata al protagonista Alex DeLarge con esta técnica, al igual que se hizo con los perros de Pavlov, se le aclimata a una alta aversión tanto física como psicológica al estímulo controlado que se le presenta.
En el proceso de creación de la novela y de la adaptación cinematográfica de  La naranja mecánica, tanto el autor de la obra Anthony Burgess como el director Stanley Kubrick se esforzaron en gran medida para incorporar una multitud de símbolos para el contexto de la historia. Esta riqueza en representaciones de la cultura contemporánea y ciencia moderna en la obra supone una de las causas por las que la historia de La naranja mecánica haya conservado su actualidad hasta nuestros días.

## Contexto social deLa naranja mecánica(1971)
La mayoría de la película refleja los miedos del periodo en el que fue concebida: desempleo masivo, decadencia moral y los diferentes enfoques liberales y conservadores al crimen cometido. El protagonista, Alex DeLarge, hedonista, sádico y sociópata, refleja el resultado final de esta futura distopía. La técnica de ficción Ludovico juega un papel crucial tanto como mecanismo de la trama como comentario social.
Tras su captura y encarcelamiento por asesinato, Alex se presta voluntario para la técnica Ludovico (la propuesta más liberal/tecnócrata ante el crimen), soñando con una pronta liberación y volver a la vida violenta, sin tener ni idea en qué consiste el tratamiento. Uno de los mecanismos cruciales de la trama se produce cuando es forzado a ver escenas de alta violencia y crueldad, también se le obliga a ver antiguos noticieros y propaganda de guerras, en un intento por curarle de cualquier tipo de aberración social. Desafortunadamente (e irónicamente), uno de los cortes que se repite es El triunfo de la voluntad, cuya música, de Ludwig van Beethoven (el único placer socialmente aceptable del protagonista) también suena durante el tratamiento. De este modo, mientras se le 'cura' de la violencia y la aberración social, también se le erradica su amor por la música de Beethoven. Es este defecto en el tratamiento lo que permite que Alex pueda finalmente contrarrestarlo, y tras sobrevivir a un intento de asesinato de una de sus víctimas, la película termina con el protagonista convertido en un títere político del debate sobre el crimen, mientras que vuelve a imaginarse a sí mismo llevando a cabo los mismos actos sociópatas de su etapa anterior. En el último capítulo de la novela el personaje termina por dejar de sentirse a gusto con ese comportamiento, al madurar con el tiempo y sin necesidad de ningún tipo de terapia para ello.

## Perro Blanco(1982) de Samuel Fuller
El cineasta pacifista Samuel Fuller utilizó la misma parábola sobre el condicionamiento aversivo de un perro hacia los negros en su película White dog / Perro blanco (1982), inspirada en una novela autobiográfica de 1970 escrita por Romain Gary que iba a filmar en Estados Unidos Roman Polanski antes de huir del país. Romain Gary y su esposa se suicidaron y el proyecto pasó a Samuel Fuller. Pero la productora estaba preocupada ante una película que trataba un tema tan fuerte como el racismo, y tras resistirse a estrenarla, solo la expuso una semana en cuatro cines, sin tráiler, sin póster y sin promoción. No se comercializó y fue archivada como no comercial por Paramount. Atónito y herido por todo esto, Fuller se mudó a Francia y nunca más dirigió otra película estadounidense. Más tarde, en abril de 1987, durante una entrevista celebrada en Milán, Fuller declaró que Paramount archivó la película también porque temían reacciones negativas del Ku Klux Klan.

## En la cultura popular
Esta técnica ha sido parodiada en el capítulo de Los Simpson Dog of Death, en el que el Mr. Burns trata de convertir al Ayudante de Santa Claus en un perro de caza, atándolo y forzándolo con los ojos abiertos a ver imágenes violentas, como las de explosiones nucleares o maltratos caninos, mientras suena la música de la novena sinfonía de Beethoven. Se trata de un claro homenaje a Stanley Kubrick, y el tratamiento finalmente funciona. Sin embargo, se debe clarificar que sus consecuencias son exactamente las opuestas a la técnica Ludovico, ya que ésta produce agresión y falta de empatía en un sujeto anteriormente sociable y con buen comportamiento. Al final del capítulo, Bart busca a su perro y llega a la mansión de Mr. Burns, quien le echa a los perros. El Ayudante de Santa es el primero en encontrarlo, y Bart se va corriendo, asustado cuando el perro intenta morderlo. El Ayudante lo acorrala, y justo cuando salta para atacarlo, Bart le dice que le quiere y el perro vuelve a su anterior comportamiento. Cuando llega el resto de los perros, el Ayudante los hace huir.
El tratamiento también se parodia en la serie La casa de los dibujos. Cuando se descubre que Wooldoor Sockbat produce esperma con cualidades curativas mágicas, algunos de los personajes montan un negocio para venderlo. En una parodia de la controversia con las células madre, la Princesa Clara, cristiana fundamentalista, se opone al uso del esperma de Wooldoor para salvar vidas, y utiliza técnicas intimidatorias para obligar a Wooldoor a jurar que no se masturbará jamás. Sin embargo, cuando Clara enferma de tuberculosis, los otros personajes obligan a Wooldoor a producir más esperma curativo para sanarla a través de la técnica Ludovico: lo atan a una silla con sus ojos abiertos mediante unos cepos, y lo obligan a mirar imágenes pornográficas.
También se mimetiza este tratamiento en el episodio No en Portland de la tercera temporada de la serie Perdidos.
En la serie John Doe se utiliza este tratamiento. Y en otras tales como Niorna.
También es mostrado en un capítulo de la serie de Warner Bros., Pinky y Cerebro, donde Cerebro utiliza el condicionamiento clásico para reprimir los sentimientos de Pinky, haciéndolo ver escenas tristes mientras lo retiene de la misma forma que en la película de Kubrick. Sin embargo, en este caso falla ante la última escena (la más triste de todas), en una clara referencia a El Rey León, haciendo llorar incluso al mismo Cerebro. Al final, Pinky le dice que "nadie resiste un artificio tan tremendamente manipulador con música apasionada, a excepción de "Schwarzenegger".
En los cómics de StarCraft: Primera Línea se muestra cómo drogando y exponiendo a reclusos a imágenes de la guerra contra los Zerg y a imágenes alentadoras a la Confederación, éstos acaban sirviendo ciegamente al ejército de la Confederación Terran, además de que están totalmente impedidos para atacar a ninguno de los suyos.
En Street Fighter la película, cuando van a convertir al soldado Carlos Blanka en "Blanka" ponen dos pantallas en sus ojos llenas de escenas de guerra.
En la serie chilena de títeres 31 minutos, en el capítulo "El maguito explosivo", al personaje Dante Torobolino se le aplica la técnica mientras este se encuentra en rehabilitación.

## En música
- La canción Ludovico Drive-in de At the Drive-In es una clara referencia al tratamiento ficticio de La naranja mecánica.
- El videoclip Too Much Information de Duran Duran muestra también claramente la aplicación de la técnica Ludovico a Simon LeBon (vocalista del grupo).
- En el videoclip de la canción Welcome to the Jungle de Guns N’ Roses, donde aparece Axl Rose sometido a esta misma técnica.
- También en el videoclip Auf Kurs del grupo alemán Oomph!
- También aparece en el videoclip de la canción Agent Orange, de Cage Kennylz.
- La técnica Ludovico es usada además en la introducción de la serie Robot Chicken.